# Bataille de Koufra
Cet article concerne la Seconde Guerre mondiale. Pour la bataille se déroulant durant la guerre civile libyenne, voir Bataille de Koufra (2012).
Guerre du désert
Batailles
Guerre du Désert
- Invasion de l'Égypte
- Compass (Fort Capuzzo
- Nibeiwa
- Sidi Barrani
- Bardia
- Tobrouk (1941)
- Mechili
- Beda Fomm)
- Koufra
- Siège de Giarabub
- Sonnenblume
- El Agheila (1941)
- Siège de Tobrouk (Raid sur Bardia
- Raid Twin Pimples)
- Skorpion
- Brevity
- Battleaxe
- Crusader (Flipper
- Bir el Gubi (novembre 1941)
- Point 175
- Bir el Gubi (décembre 1941))
- Fort Lamy
- Gazala (Bir Hakeim
- Tobrouk (1942))
- Mersa Matruh
- El Alamein (juillet 1942) (Raid sur l'aérodrome de Sidi Haneish)
- Alam el Halfa
- Agreement (Caravan)
- Bertram
- Braganza
- El Alamein (octobre 1942) (Avant-poste Snipe)
- El Agheila (1942)

Débarquement allié en Afrique du Nord
- Blackstone
- Casablanca
- Reservist
- Terminal
- Port Lyautey
- Brushwood

Campagne de Tunisie
- Course pour Tunis
- Ligne Mareth
- Sidi Bouzid
- Kasserine
- Sejnane
- Ochsenkopf
- Capri
- Ksar Ghilane
- Pugilist
- El Guettar
- Wadi Akarit
- Longstop Hill
- Hill 609
- Vulcan
- Flax
- Retribution
- Strike

La bataille de Koufra est une bataille de la Seconde Guerre mondiale qui eut lieu en Libye du 31 janvier 1941 au 2 mars 1941. Elle opposa victorieusement les troupes françaises de la colonne Leclerc, composée de 350 hommes et de 56 véhicules automobiles sous les ordres du colonel Philippe Leclerc, appuyée par les Britanniques du Long Range Desert Group, face aux Italiens de la compagnia sahariana (en) di Cufra  et des 59a et 60a Compagnie Mitraglieri da Posizione.
À l'issue de cette victoire, le colonel Leclerc et ses troupes prononcent le « serment de Koufra », promettant de ne déposer les armes qu'après la libération de Strasbourg.

## Déroulement

### Prélude
Le 31 janvier, la T Patrol du LRDG est repérée par un avion italien à la suite d'une interception radio, provoquant un combat avec la Sahariana di Cufra puissamment armée et soutenue par l'aviation italienne. Le combat tourne à l'avantage des italiens et fait perdre aux franco-britanniques l'avantage de la surprise.
Le 5 février, en raison de la perte de l'effet de surprise, Leclerc ordonne le bombardement de l'oasis de Koufra par les douze Lysander et les six Blenhein du Groupe réservé de bombardement no 1, avec cependant peu de succès, les appareils étant en limite de leur rayon d'action. Un Blenheim est même perdu en raison d'une erreur de navigation entraînant la mort des trois membres d'équipages, Gérard Claron, Fernand Devin et Georges Le Clavez.
Au soir du 7 février, une patrouille de reconnaissance légère composée d'une soixantaine d'hommes aux ordres de Leclerc atteint Koufra et capture un radio italien. En raison de l’absence de réaction italienne, Leclerc décide de mener un raid contre l'aérodrome italien, les avions sur place étant détruits. Sur le chemin du retour, la patrouille est attaquée par l'aviation italienne, une voiture étant légèrement endommagée.

### Combats contre la Sahariana di Cufra
Le 18 février a lieu le premier combat entre les Français et la Sahariana di Cufra. En raison de la  puissance de feu supérieure des véhicules italiens, Leclerc ordonne à ses propres véhicules d'encercler les italiens par les flancs. Si la manœuvre force les Italiens à se retirer, deux voitures françaises s'enlisent dans du fech-fech et sont enflammées par les tirs italiens.
Le lendemain, la Sahariana di Cufra, largement déployée  pour éviter toute nouvelle tentative de flanquement, attaque les Français situés autour du fort d'El-Tag avec le soutien de l'aviation italienne. Cependant, devant le harcèlement français et une charge à la baïonnette de tirailleurs menés par Leclerc lui-même, les Italiens sont forcés de se replier. Rennepont (nom de guerre de Pierre de Hauteclocque) les poursuit alors dans le désert sur plus de 150 kilomètres.

### Siège du fort d'El-Tag
Le fort d'El-Tag est une formidable fortification, entourée d'un solide réseau de défense bien doté en armes automatiques portant à plus d'un kilomètre,. Ne pouvant prendre le fort de vive force en raison de son manque d'hommes et de matériel, Leclerc entreprend de le harceler continuellement pour briser le moral des Italiens.
L'artillerie joue un rôle primordial dans cette stratégie, notamment un unique canon de 75 mm de montagne et des mortiers de 81 mm. Le canon, dirigé par le lieutenant Roger Ceccaldi, tire 20 à 30 obus par jour, en changeant constamment d'objectif et de position pour donner l'impression de représenter une batterie complète. Quelques coups au but démoralisent particulièrement la garnison, comme lorsque trois obus tombent dans la salle à manger des officiers ou qu'un autre abat le drapeau italien. Le canon tire de jour comme de nuit, durant laquelle il est renforcé par les mortiers français.
Dans le même temps, pour maintenir les Italiens sur le qui-vive, les hommes de Leclerc harcèlent les défenses avancées de coups de main, de patrouilles, de fausses attaques qui entraînent des ripostes violentes des Italiens, en pure perte.
Les mouvements perpétuels des camions de la colonne font croire aux Italiens que les assiégeants reçoivent des renforts toutes les nuits, ce qui les conduit à surestimer les effectifs français. De plus, la garnison est abandonnée par l'aviation italienne qui prend les deux Lysander de liaison français pour des avions de chasse.

### Reddition italienne
Le 28 février, les Italiens demandent à parlementer, pour que les blessés, de part et d'autre, soient mis à l'abri, ce que Leclerc refuse.
Le 1er mars 1941, enfin, des parlementaires sortent du fort et demandent aux Français leurs propositions pour une reddition dans l'honneur. Les discussions s'éternisent, jusqu'à ce que Leclerc s'invite aux négociations et ordonne aux Italiens de remonter dans leur véhicule. Lui-même se joint à eux avec deux officiers et leur commande de regagner le fort. Le coup de bluff marche à plein et les Italiens rejoignent le fort.
Arrivé en présence du commandant du fort, Leclerc impose ses conditions. La capitulation est signée immédiatement, sont ainsi capturés 11 officiers et 18 soldats italiens ainsi que 273 Libyens. Les combats ont causé 3 tués et 4 blessés côté italien. Les pertes du côté français ont été de 4 tués et de 21 blessés.
Le 3 mars, de Gaulle adresse à Leclerc un télégramme de félicitations dans lequel transparaît la fierté du chef de la France Libre pour ce qui constitue la première victoire de la France depuis la capitulation de 1940 : « Les glorieuses troupes du Tchad et leur chef sont sur la route de la victoire. Je vous embrasse ».
La BBC diffusera un peu plus tard la nouvelle de la victoire de la lointaine bataille de Koufra en des termes très élogieux.

## Le serment de Koufra

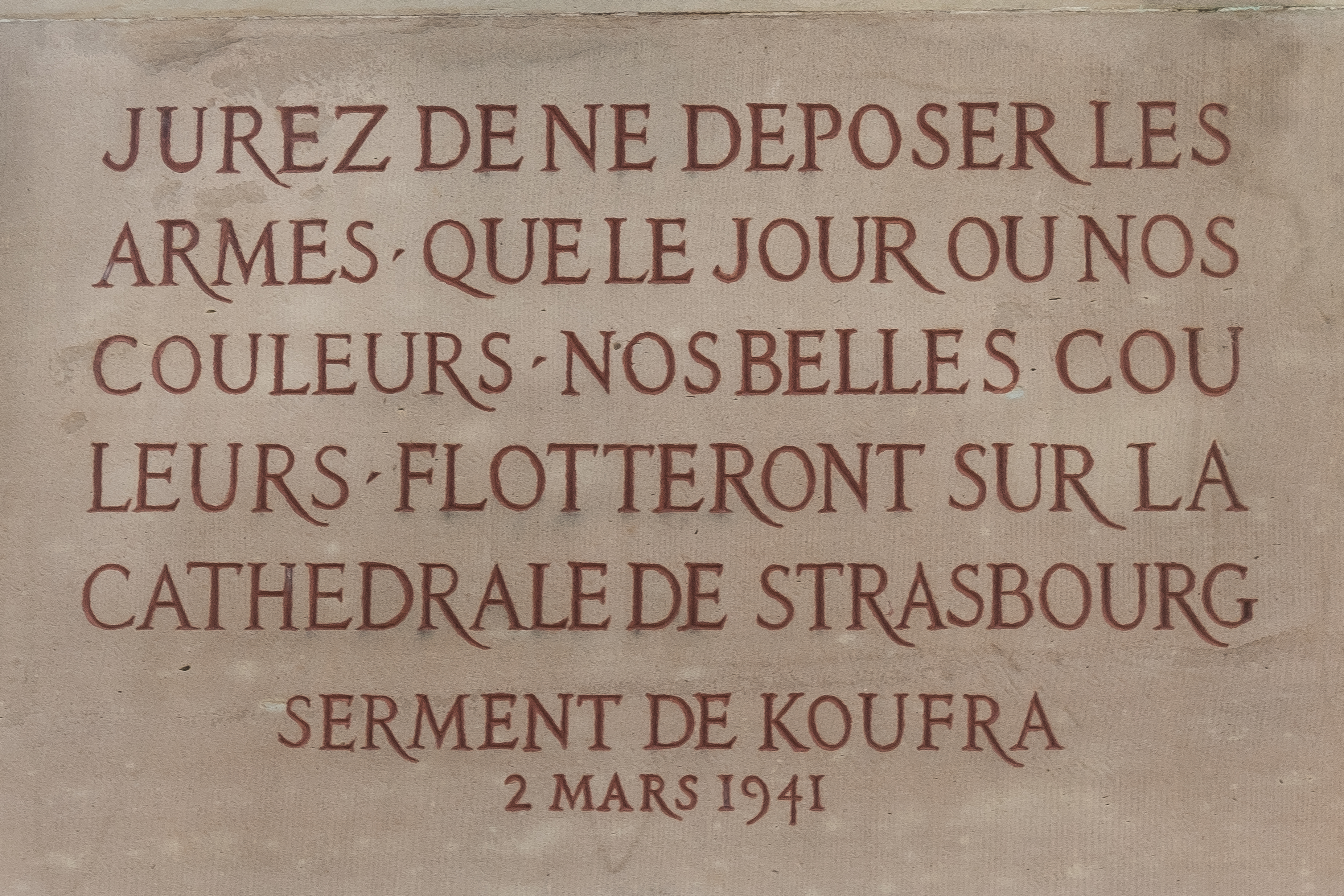
Serment de Koufra, 2 mars 1941.

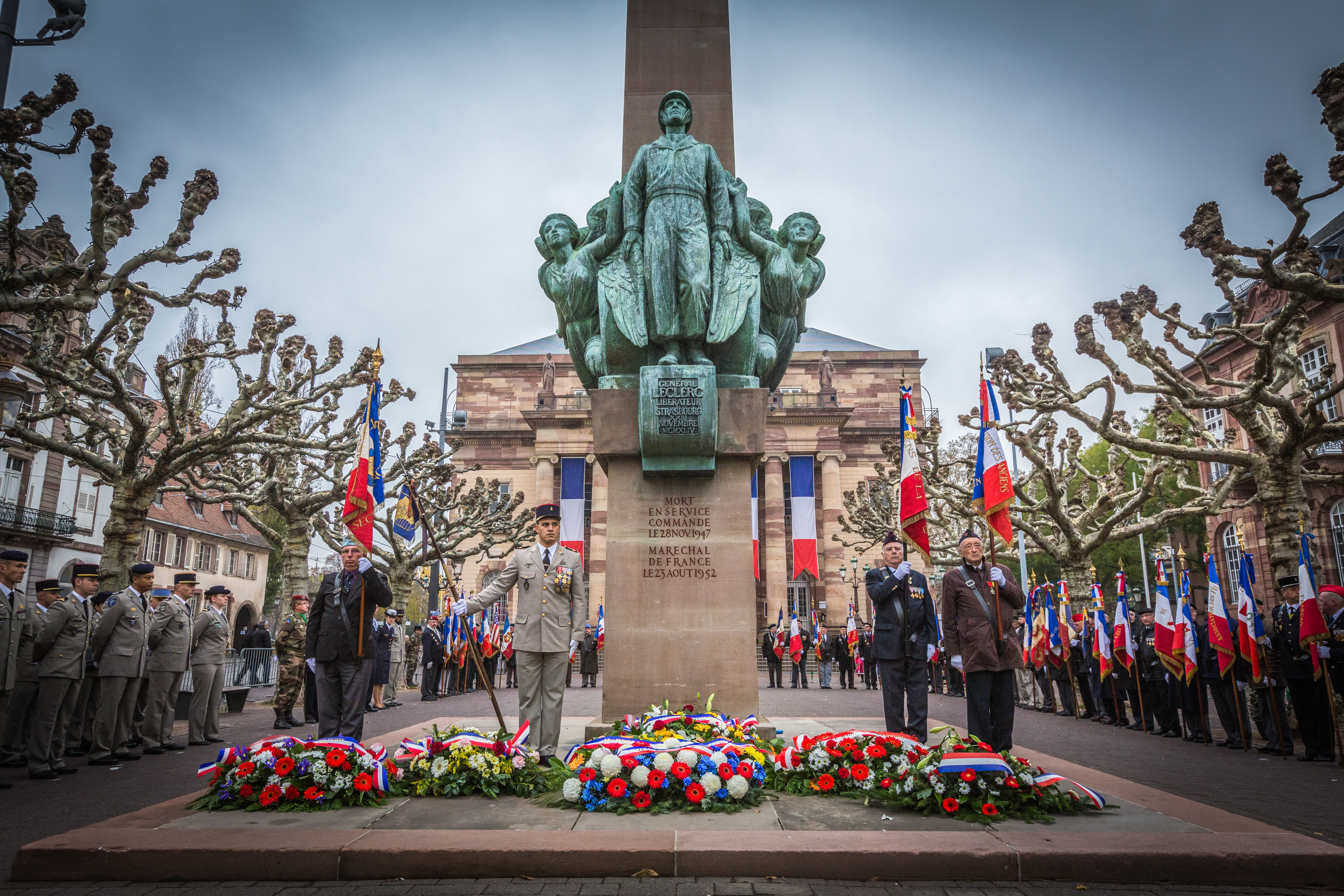
Monument en l’honneur de Leclerc mentionnant Koufra et le serment, place Broglie, Strasbourg.

À l'issue de la bataille, le 2 mars 1941, le colonel Philippe Leclerc prête avec ses hommes le « serment de Koufra » :
« Jurez de ne déposer les armes que lorsque nos couleurs, nos belles couleurs, flotteront sur la cathédrale de Strasbourg. »
Les Français tiendront ce serment en libérant Strasbourg le 23 novembre 1944 à la tête de la 2e division blindée.
Le square du Serment-de-Koufra à Paris, la rue de Koufra à Nantes, un monument dans le centre de Rungis ainsi qu'une statue place Broglie à Strasbourg commémorent cet engagement. La bataille de Koufra est portée sur le drapeau du régiment de marche du Tchad (RMT). Le phénomène de « blanchiment des troupes coloniales » aura cependant évincé les combattants noirs juste avant la Libération, ne leur permettant pas de tenir leur serment.
La 2e promotion (1962-1963) de l'École militaire interarmes (EMIA) porte le nom de « Serment de Koufra ».
En 1994, pour célébrer le cinquantième anniversaire de la libération de Strasbourg, la promotion EOR 94/08 de l'École de cavalerie de Saumur (EAABC) est baptisée « Serment de Koufra ».
Depuis 2014, les bornes du « serment de Koufra » matérialisent le parcours de la 2e DB.
En 2019, la promotion des commissaires des armées 2019 est baptisée « Serment de Koufra ».

### Sources
- Espoir no 107 p. 6 ; Le Général Leclerc et L'Afrique Française Libre 1940-1942/Actes du Colloque International p. 297 ; Chroniques de l'Histoire : Leclerc p. 27.
- Le documentaire télévisé de Jean-Baptiste Dusséaux "Le blanchiment des troupes coloniales" en 2016
- Jean-Paul Michel et Monique Brouillet Seefried, Le général Dio. Le connetable de Leclerc 1940-1946, Bernard Giovanangeli, ed., Fondation Maréchal Leclerc de Hauteclocque, 2022.